# Eulithis associata
Eulithis associata är en fjärilsart som beskrevs av Moritz Balthasar Borkhausen 1794. Eulithis associata ingår i släktet Eulithis och familjen mätare. Inga underarter finns listade i Catalogue of Life.